# Bart Peters
Bartelomeus Martinus Peters –conocido como Bart Peters– (Ámsterdam, 2 de agosto de 1965) es un deportista neerlandés que compitió en remo.
Ganó una medalla de plata en el Campeonato Mundial de Remo de 1990, en la prueba de cuatro sin timonel. Participó en los Juegos Olímpicos de Barcelona 1992, ocupando el quinto lugar en la misma prueba.

## Palmarés internacional
| Campeonato Mundial | Campeonato Mundial   | Campeonato Mundial | Campeonato Mundial |
| Año                | Lugar                | Medalla            | Prueba             |
| ------------------ | -------------------- | ------------------ | ------------------ |
| 1990               | Tasmania (Australia) | Medalla de plata   | Cuatro sin timonel |